# Elecciones al Parlamento de Galicia de 1997
Las elecciones al Parlamento de Galicia de 1997 se celebraron el 19 de octubre. En ellas, resultó vencedor el PP con mayoría absoluta, con Manuel Fraga como Presidente de la Junta de Galicia.

## Resultados
| ← Elecciones al Parlamento de Galicia de 1997 → |                                                                             |                    |         |       |         |     |
| Presidente y gobierno | Partido                                                                     | Candidato          | Votos   | %     | Escaños | +/- |
| - Presidente: Manuel Fraga - Gobierno: PP - Censo: 2.565.131 - Votantes: 1.603.731 (62,5%) - Abstención: 961.400 (37,5%) - Válidos: 1.595.667 - A candidatura: 1.574.730 (98,7%) - Escaños: 75 | Partido Popular (PP)                                                        | Manuel Fraga       | 832.751 | 52,88 | 42      | -1  |
| - Presidente: Manuel Fraga - Gobierno: PP - Censo: 2.565.131 - Votantes: 1.603.731 (62,5%) - Abstención: 961.400 (37,5%) - Válidos: 1.595.667 - A candidatura: 1.574.730 (98,7%) - Escaños: 75 | Bloque Nacionalista Galego (BNG)                                            | Xosé Manuel Beiras | 395.435 | 25,11 | 18      | +5  |
| - Presidente: Manuel Fraga - Gobierno: PP - Censo: 2.565.131 - Votantes: 1.603.731 (62,5%) - Abstención: 961.400 (37,5%) - Válidos: 1.595.667 - A candidatura: 1.574.730 (98,7%) - Escaños: 75 | Partido Socialista de Galicia/Esquerda de Galicia/Os Verdes (PSdG/EU-EG/OV) | Abel Caballero     | 310.508 | 19,72 | 15 a    | -4  |
| - Presidente: Manuel Fraga - Gobierno: PP - Censo: 2.565.131 - Votantes: 1.603.731 (62,5%) - Abstención: 961.400 (37,5%) - Válidos: 1.595.667 - A candidatura: 1.574.730 (98,7%) - Escaños: 75 | Izquierda Unida (IU)                                                        |                    | 13.964  | 0,89  | 0       |     |
| - Presidente: Manuel Fraga - Gobierno: PP - Censo: 2.565.131 - Votantes: 1.603.731 (62,5%) - Abstención: 961.400 (37,5%) - Válidos: 1.595.667 - A candidatura: 1.574.730 (98,7%) - Escaños: 75 | Democracia Galega (DG)                                                      | Enrique Marfany    | 11.538  | 0,73  | 0       |     |
| - Presidente: Manuel Fraga - Gobierno: PP - Censo: 2.565.131 - Votantes: 1.603.731 (62,5%) - Abstención: 961.400 (37,5%) - Válidos: 1.595.667 - A candidatura: 1.574.730 (98,7%) - Escaños: 75 | Frente Popular Galega (FPG)                                                 |                    | 3.395   | 0,22  | 0       |     |
| - Presidente: Manuel Fraga - Gobierno: PP - Censo: 2.565.131 - Votantes: 1.603.731 (62,5%) - Abstención: 961.400 (37,5%) - Válidos: 1.595.667 - A candidatura: 1.574.730 (98,7%) - Escaños: 75 | Partido Humanista (PH)                                                      |                    | 2.543   | 0,16  | 0       |     |
| - Presidente: Manuel Fraga - Gobierno: PP - Censo: 2.565.131 - Votantes: 1.603.731 (62,5%) - Abstención: 961.400 (37,5%) - Válidos: 1.595.667 - A candidatura: 1.574.730 (98,7%) - Escaños: 75 | Partido de los Autónomos y Profesionales (AUTONOMO)                         |                    | 2.136   | 0,14  | 0       |     |
| - Presidente: Manuel Fraga - Gobierno: PP - Censo: 2.565.131 - Votantes: 1.603.731 (62,5%) - Abstención: 961.400 (37,5%) - Válidos: 1.595.667 - A candidatura: 1.574.730 (98,7%) - Escaños: 75 | Partido Social y Democrático de Derecho (SDD)                               |                    | 1.129   | 0,07  | 0       |     |
| - Presidente: Manuel Fraga - Gobierno: PP - Censo: 2.565.131 - Votantes: 1.603.731 (62,5%) - Abstención: 961.400 (37,5%) - Válidos: 1.595.667 - A candidatura: 1.574.730 (98,7%) - Escaños: 75 | A Movida (MOVIDA)                                                           |                    | 939     | 0,06  | 0       |     |
| - Presidente: Manuel Fraga - Gobierno: PP - Censo: 2.565.131 - Votantes: 1.603.731 (62,5%) - Abstención: 961.400 (37,5%) - Válidos: 1.595.667 - A candidatura: 1.574.730 (98,7%) - Escaños: 75 | Falange Gallega de las JONS (FG JONS)                                       |                    | 392     | 0,02  | 0       |     |
| - Presidente: Manuel Fraga - Gobierno: PP - Censo: 2.565.131 - Votantes: 1.603.731 (62,5%) - Abstención: 961.400 (37,5%) - Válidos: 1.595.667 - A candidatura: 1.574.730 (98,7%) - Escaños: 75 | En blanco                                                                   |                    | 20.937  | 1,3   | N/A     | N/A |
| - Presidente: Manuel Fraga - Gobierno: PP - Censo: 2.565.131 - Votantes: 1.603.731 (62,5%) - Abstención: 961.400 (37,5%) - Válidos: 1.595.667 - A candidatura: 1.574.730 (98,7%) - Escaños: 75 | Nulos                                                                       |                    |         |       | N/A     | N/A |

a De los cuales 13 de PSdG y 2 de EU-EG.

## Elección e investidura del Presidente de la Junta
La votación para la investidura del Presidente de la Junta en el Parlamento de Galicia tuvo el siguiente resultado:
| Candidato         | Fecha                                                      | Voto       | Logo del PP | Logo del BNG | Logo del PSG-PSOE | EdeG | Total |
| ----------------- | ---------------------------------------------------------- | ---------- | ----------- | ------------ | ----------------- | ---- | ----- |
| Manuel Fraga (PP) | 3 de diciembre de 1997 Mayoría requerida: Absoluta (38/75) | Sí         | 42          |              |                   |      | 42/75 |
| Manuel Fraga (PP) | 3 de diciembre de 1997 Mayoría requerida: Absoluta (38/75) | No         |             | 18           | 13                | 2    | 33/75 |
| Manuel Fraga (PP) | 3 de diciembre de 1997 Mayoría requerida: Absoluta (38/75) | Abstención |             |              |                   |      | 0/75  |

### Moción de Censura
El 29 de enero el líder de la oposición, Xosé Manuel Beiras, propuso una moción de censura. Los argumentos eran la ineptitud del presidente ante el problema de las vacas locas, el acuerdo pesquero con Marruecos y los problemas del temporal. Aunque sabían que iban a perder, Beiras lo hizo para presentar el problema en el parlamento. Manuel Fraga contestó que la acción era una "pérdida de tiempo" y una "tomadura de pelo".
| Candidato y Proponente   | Fecha                                                   | Voto       | Logo del PP | Logo del BNG | Logo del PSG-PSOE | Total |
| ------------------------ | ------------------------------------------------------- | ---------- | ----------- | ------------ | ----------------- | ----- |
| Xosé Manuel Beiras (BNG) | 29 de enero de 2001 Mayoría requerida: Absoluta (38/75) | Sí         |             | 18           |                   | 18/75 |
| Xosé Manuel Beiras (BNG) | 29 de enero de 2001 Mayoría requerida: Absoluta (38/75) | No         | 42          |              |                   | 42/75 |
| Xosé Manuel Beiras (BNG) | 29 de enero de 2001 Mayoría requerida: Absoluta (38/75) | Abstención |             |              | 15                | 15/75 |